# أوستن تشامبرلين
السير جوزيف أوستن تشامبرلين (16 أكتوبر 1863 -16 مارس 1937) هو رجل دولة بريطاني، حاصل على رتبة فرسان الرباط، ابن جوزيف تشامبرلين والأخ غير الشقيق الأكبر لرئيس الوزراء نيفيل تشامبرلين. شغل منصب مستشار الخزانة (مرتين) وكان لفترة وجيزة زعيم حزب المحافظين قبل أن يشغل منصب وزير الخارجية.
نشأ ليكون الوريث السياسي لوالده، وكان يشبهه جسديًا، وانتُخب عضوًا في البرلمان بصفته وحدويًا ليبراليًا في انتخابات فرعية عام 1892، وشغل مناصب في الحكومات الائتلافية الوحدوية منذ عام 1895 وحتى عام 1905، وبقي في مجلس الوزراء بصفته مستشارًا للخزانة (1903-1905) بعد أن استقال والده عام 1903 لحملته من أجل إصلاح التعريفات الجمركية. بعد أن أصيب والده بجلطة دماغية عام 1906، أصبح أوستن القيادي في إصلاح التعريفات الجمركية في مجلس العموم. في أواخر عام 1911 كان من المقرر أن يتنافس هو ووالتر لونغ من أجل قيادة حزب المحافظين (خلفًا لآرثر بلفور)، لكن كلاهما انسحب لصالح بونار لو بدلًا من المخاطرة بانقسام الحزب بسبب النتيجة المتقاربة.
عاد تشامبرلين إلى منصبه في حكومة إتش. إتش. أسكويث الائتلافية أثناء الحرب في مايو 1915، كوزير للخارجية لشؤون الهند، ولكنه استقال من منصبه لكي يتحمل المسؤولية عن حملة الكوت المأساوية. عاد مرة أخرى إلى منصبه في حكومة ديفيد لويد جورج الائتلافية، وشغل مرة أخرى منصب مستشار الخزانة. صوت اجتماع نادي كارلتون لإنهاء تحالف لويد جورج فاستقال أوستن من منصب زعيم حزب المحافظين في مجلس العموم والذي شغله عام (1921-1922).
مثل العديد من أعضاء التحالف البارزين، لم يشغل مناصب في حكومات المحافظين في 1922-1924. يُعتبر رجل دولة مخضرم، وخدم فترة مهمة كوزير للخارجية في حكومة ستانلي بلدوين الثانية (1924-1929)، إذ تفاوض خلالها على معاهدة لوكارنو (1925)، التي هَدفت إلى منع الحرب بين فرنسا وألمانيا، ومن أجلها حصل على جائزة نوبل للسلام. المنصب الأخير الذي شغله منصب اللورد الأول للأميرالية عام 1931. كان أحد النواب القلائل الذين أيدوا مناشدات ونستون تشرشل لإعادة التسلح ضد التهديد الألماني في ثلاثينيات القرن العشرين، وظل عضوًا نشطًا في البرلمان حتى وفاته في عام 1937.

## المنصب السياسي
عُين سوطًا صغيرًا من قبل الوحدويين الليبراليين بعد الانتخابات العامة، وكان الدور الرئيسي لأوستن هو أن يكون بمثابة «حامل لواء والده» في مسائل السياسة. بعد فوز المحافظين والوحدويين في انتخابات عام 1895، عُيِّن تشامبرلين لوردًا مدنيًا للأميرالية، وشغل هذا المنصب حتى عام 1900، عندما أصبح مستشار وزير الخزانة. تقاعد رئيس الوزراء اللورد ساليسبوري في يوليو 1902، وفي الشهر التالي رُقي تشامبرلين إلى منصب مدير عام البريد من قبل رئيس الوزراء الجديد، المحافظ آرثر جاي. بلفور، الذي عينه أيضًا في منصب وزاري، وفي المجلس الخاص المُكرَّم لدى صاحبة جلالتها.
في أعقاب الصراع بين والده وبلفور، أصبح أوستن تشامبرلين مستشارًا للخزانة عام 1903. كان تعيين أوستن حلًا وسطًا للانقسام المرير بين العملاقين الوحدويين، الأمر الذي هدد بتقسيم التحالف بين مؤيدي حملة تشامبرلين للتعريفات الإمبراطورية، وبين الدعوة الأكثر حذرًا من جانب بلفور لسياسة الحماية. بينما دعم أوستن برنامج والده، وتضائل نفوذه داخل مجلس الوزراء بعد رحيله ليصبح عضوًا في البرلمان. في مواجهة المعارضة الليبرالية المتجددة وخطر الانقسام الداخلي للحزب، أخذ بلفور الوحدويين في نهاية المطاف إلى المعارضة في ديسمبر 1905، وفي الهزيمة التي تلت ذلك في انتخابات عام 1906، وجد أوستن نفسه واحدًا من الوحدويين الليبراليين القلائل الذين بقوا في مجلس العموم.

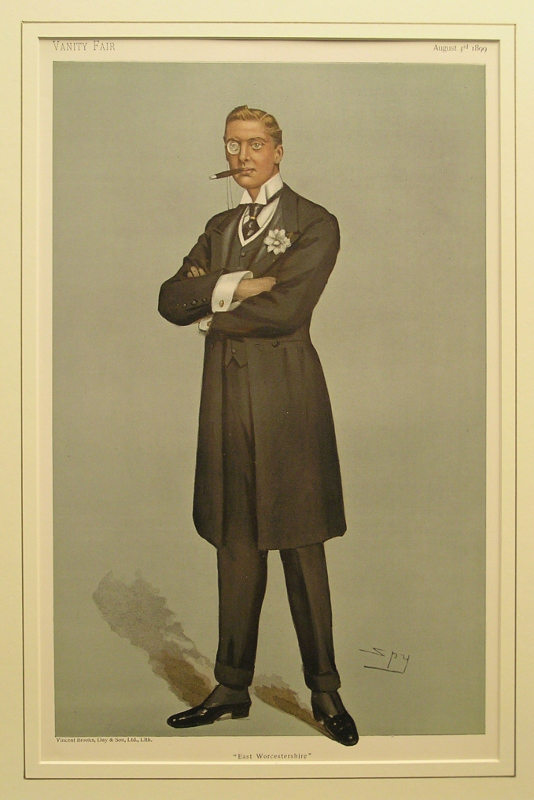
رسم كاريكاتير تشامبرلين، 1899.

بعد أن أُصيب والده بسكتة دماغية وتقاعد قسريًا من نشاطه السياسي بعد بضعة أشهر، أصبح أوستن الزعيم الفعال لحملة إصلاح التعريفات الجمركية داخل الحزب الوحدوي، وبالتالي كان منافسًا على زعامة الحزب نفسه في النهاية.